# Charlie McMahon

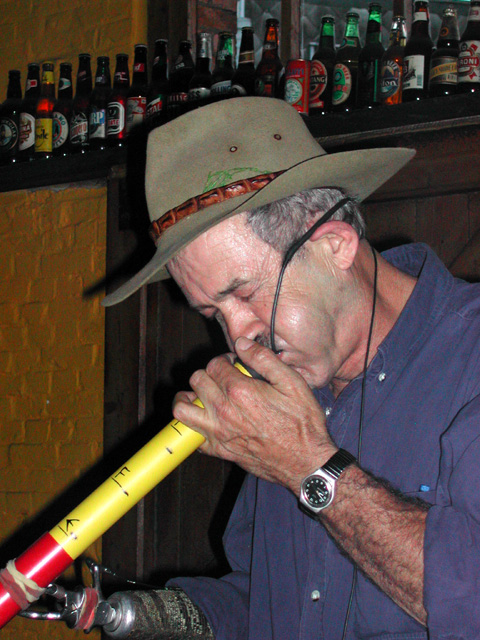
Charlie McMahon (2002)

Charlie McMahon (* 19. Juni 1951 in den Blue Mountains in der Nähe von Sydney; gebürtig Horace Charles McMahon) ist ein australischer Didgeridoo-Spieler.
Er gründete die Didgeridoo-Weltmusik-Gruppe Gondwanaland. Er war einer der ersten Musiker ohne Aborigine-Vorfahren, der als professioneller Didgeridoo-Spieler bekannt wurde.

## Entwicklungen
1995 brachte McMahon das von ihm 1981 entwickelte Didjeribone zur Marktreife, ein  verschiebbares Didgeridoo, bei dem die Tonhöhe ähnlich wie bei einer Zugposaune verändert werden kann. Der Name ist eine Synthese aus den Worten Didjeridu (in seiner ursprünglichen Schreibweise) und Trombone (engl. für Posaune). Trotz einer wachsenden Zahl verschiedener technischer Ausführungen von verschiebbaren Didgeridoos im Markt ist das Didjeribone aufgrund seiner leichten Handhabung besonders bei professionellen Didgeridoo-Spielern weiterhin so beliebt, dass es inzwischen in einer weiteren Auflage erscheint.
1997 entwickelte Charlie McMahon zusammen mit Peter Paisley das Face-Bass, ein Mikrofonsystem für Didgeridoos, bei dem der Klang im inneren des Mundes mit einem seismischen Sensor abgenommen wird. Dabei entstehenden synthetisch anmutende Klangstrukturen.

## Diskographie
- Terra Incognita – Gondwanaland [Hot / Log] 1984 / 1987
- Let The Dog Out – Gondwanaland [Hot / Log] 1986 / 1987
- Gondwanaland / Big Land – Gondwanaland [WEA] 1987 [LOG] 1993
- Wild Life – Live – Gondwanaland [WEA] 1989
- Wide Skies – Gondwanaland [Log] 1991
- Travelling – Gondwana [Log] 1994
- Tjilatjila / Tjila Tjila – Charlie McMahon [Log] 1996
- Xenophon – Gondwana [Log] 1998
- Over Gondwanaland – Compilation [Latisphere] 2000
- Spirit Of Gondwana – Compilation [Latisphere] 2000
- Bone Man – Gondwana [Log] 2002
- Overland – Peter Carolan Sampleralbum [McMahon on "Airwaves" und "Dragonflies"] [Origin] 2006